# عادل سرشار
عادل سرشار یکی از بازیکنان فوتبال ایران است. این بازیکن متولد مشهد محلهٔ قاسم‌آباد در طول در دوران حضورش، در تیم‌های مختلفی من‌جمله ابومسلم خراسان مشارکت داشته‌است.